# Émile Durand

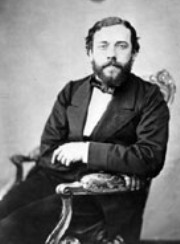
Émile Durand (um 1875)

Émile Durand (* 16. Februar 1830 in Saint-Brieuc; † 7. Mai 1903 in Neuilly-sur-Seine) war ein französischer Komponist und Musikpädagoge.
Nach erstem Unterricht bei seinem Vater studierte Durand ab 1845 am Konservatorium von Montpellier bei Napoléon Alkan Solfège, bei François Bazin Harmonielehre und bei Fromental Halévy Komposition. 1853 erhielt er einen Second Grand Prix de Rome für seine Kantate Le Rocher d’Appenzell nach einem Text von Edouard Monnais.
Ab 1850 war Durand Professor für Solfège am Conservatoire de Paris. Ab 1871 unterrichtete er als Nachfolger von Bazin Harmonielehre. Von 1877 bis 1880 war Claude Debussy hier sein Schüler, der ihm später sein Klaviertrio widmete. 1883 zog Durand sich von der Lehrtätigkeit zurück.
Durands erfolgreichste Komposition war das Lied Le Biniou nach einem Text von Hippolyte Guérin, das bis in die Gegenwart in immer neuen Instrumentationen veröffentlicht wurde. Ähnlich populär wurde auch Comme à 20 ans auf einen Text von Emile Barateau. Daneben veröffentlichte er eine Reihe musikpädagogischer Schriften.

## Werke
- L’Elixir de Cormelius, Opéra comique, UA 1868
- L’Astronome de Pont-Neuf, musikalischer Versuch, UA 1869
- Sourires de Bretagne Fantasie für Oboe, Violine und Klarinette mit Klavierbegleitung, 1888

## Schriften
- Traité d’harmonie théorique et pratique, 1881
- Traité d’accompagnement pratique au piano, 1884
- Traité de composition musicale, 1899
- Solfège élémentaire
- Solfège melodique
- Traite de transposition